# Andrés Espejo Luna Victoria
Andrés Espejo Luna Victoria  (Lima, 1951) é um pastor evangélico e ex-político peruano. Foi eleito prefeito do distrito da Vitória nas eleições municipais de 1986 e exerceu o cargo desde o 1 de janeiro de 1987 até o 31 de dezembro de 1989.

## História
Andrés Espelho Lua Victoria nasceu em 1951 na capital peruana, Lima. Seu pai era dirigente e sindical do Partido Aprista. Desde os 7 anos foi preparado para a política e em meados da década dos oitenta Espelho lanço-se para prefeito da Vitória atingindo o cadeirão municipal da Victoria, o 9 de novembro de 1986, Espelho considerou que, por fim, a vida lhe dava uma grande oportunidade: “ganhei um município muito difícil de Lima e pensei que tinha tocado o céu e que era mais popular que o próprio Presidente da República”, comenta agora à distância. No entanto, Espelho declaro que seu sucesso eleitoral foi a bomba que detonou em cima de seu casal e o condenou a oscilar pelas vias do “reino do maligno”. Assim, uma vez envestido como autoridade pública, se submeteu ao álcool, as reuniões sociais e as baixas paixões.

## Vida pessoal
Andrés Espelho Lua Victoria e María Cerdán Ascencio conheceram-se sendo adolescentes, no velho bairro limeño da Vitória e iniciaram uma relação que se moveu entre o amor e o desamor. Segundo revela o ex-prefeito mencionou que “sua relação foi salvada no último alento por Jesucristo”, através do pastor evangélico, Rodolfo González Cruz, quem os evangelizó e conseguiu que se unissem a Deus em 1993. Espelho, ex prefeito da Vitória entre 1987 e 1989, e sua mulher, eram só dois rumos diferentes que conviviam “por aparência” baixo um mesmo teto quando chegaram à Igreja principal do MMM no Peru. Era tanta sua separação que aquele 17 de junho de 1993, também não se puseram de acordo ao chamado de Deus.
A história de sua vida não esteve precisamente tocada pela fé cristã. Começou como um casal comum e corrente, emparejada o 23 de março de 1973 após 10 anos de relação. Ademais, no clímax de sua união, singularizada por sua paixão pela marinera, uma dança do norte peruano, o actual pastor Andrés Espelho começou nos anos oitenta sua ascensão no terreno político e se introduziu num palco libertino e desenfrenado.
Sua mulher, fanática da igreja tradicional nesse momento, também não foi inmune à onda expansiva gerada pelo triunfo do ex militante do Partido Aprista Peruano. Infeliz, harta de guardar as aparências e das infidelidades de Espelho, Cerdán viveu um calvario paralelo às andanzas de seu marido. Um sofrimento extremo que ela recorda com as seguintes palavras: “eu sabia das aventuras de meu esposo e brigava e discutia com ele. E ao ver que tudo em minha existência era infelicidade me dediquei a consumir pastillas e tomar whisky e evadir a realidade que me tocava viver. Encerrava-me em minha habitação e até descuidaba a atenção de meus filhos. Em determinado momento toquei fundo”. Durante sete anos, Andrés Espelho e María Cerdán mantiveram um enlace destructivo.
Depois, o Reverendo González Cruz, a quem Espelho odiava, vituperaba e amaldiçoava, levou-lhes a Palavra de Deus e marcou o início daquilo que parecia impossível: a restauração de seu casal. Dezoito anos depois, o casal concorda que: “Jesús fez de grande forma em nossas vidas. O reconstruiu o que o diabo destruiu. Quando nos entregamos a nosso Senhor conhecemos a verdade e recuperamos o amor e cariño que tínhamos perdido durante tanto tempo. Desde esse momento tudo mudou para nós e nossos filhos. Começamos-nos a compreender e nossas existências marcaram-se com o Poder de Cristo”. Sua crença em Deus foi tal que Andrés Espelho, e seu cónyuge, lhe consagraram suas existências, em pouco tempo foram promovidos pelos Oficiais Nacionais do MMM no Peru, primeiro no distrito capitalino de Barranco, em 1996, e desde 2005 em Villa María do Triunfo, populoso distrito no Cone Sur de Lima. Ambos empreendimentos de substancial sucesso e que em opinião do Pastor Espelho são única e exclusiva “responsabilidade da luz bendita de Cristo, quem permitiu que sua Obra se engrandecesse e se desenvolvesse a cada dia mais”.

## Resultado de prefeitura
| Distrito  | Prefeito eleito             | Partido | Votos válidos | Percentagem |
| --------- | --------------------------- | ------- | ------------- | ----------- |
| A Vitória | Andrés Espejo Luna Victoria | APRA    | 56461         | 40,307 %    |